# ريتشارد برات (رجل أعمال)
ريتشارد برات (بالبولندية: Richard Pratt؛ بالإنجليزية: Richard Pratt) هو شخصية أعمال أسترالي وبولندي، ولد في 10 ديسمبر 1934 في غدانسك في بولندا، وتوفي في 28 أبريل 2009 في كيو ‏ في أستراليا بسبب سرطان البروستاتا.